# مانو پالانکار
مانو پالانکار (انگلیسی: Manu Palancar؛ زادهٔ ۱ ژانویهٔ ۱۹۹۰) بازیکن فوتبال اهل اسپانیا است.
از باشگاه‌هایی که در آن بازی کرده‌است می‌توان به باشگاه فوتبال رئال بتیس اشاره کرد.